# Mare de Déu del Roser de Forques
La Mare de Déu del Roser de Forques és una capella romànica del terme municipal de Tírvia, a la comarca del Pallars Sobirà. Possiblement es tracta de l'església de l'antic poble de Forques, les restes de la qual s'estenen en un pla al nord-oest de la capella.

## Descripció
És una església sense un estil definit, i fou objecte de remodelacions, ampliacions, la darrera cap al segle xviii en la part de ponent. L'edifici és d'una sola nau amb absis corbat però sense ser semicircular, pel costat nord es repenja a la roca. La nau és rectangular però abans d'arribar a una finestra rectangular canvia de direcció tot seguint la direccionalitat de la roca. A més de susdita finestra, en el mur de migdia s'obre una altra de grossa al costat de la porta disposada al mur de ponent. La coberta és d'embigat que descansa sobre la mateixa roca.
El mosaic de la capella està fet de còdols i cobreix una part del terra de l'església, formant diversos dibuixos geomètrics, cercles, estrelles, etc.

## Història
Aquesta església podria tractar-se, amb una altra advocació, de la parròquia de Baines que apareix en l'acta de consagració de la Seu d'Urgell, relació de principis del segle xi, ja que està al costat de la partida de Baines on es troben restes d'edificacions. No hi cap més dada, car en les visites pastorals del segle xiv ja no apareix com a parròquia.